# Esiliiga B 2017
L'Esiliiga B 2017 è stata la 5ª edizione della terza divisione del campionato di calcio estone e si è disputata tra il 1º marzo e il 5 novembre 2017.
Il campionato è stato vinto dal Kalju Nõmme Under-21 per la seconda volta nella sua storia.

## Stagione

### Novità
Dall'Esiliiga sono retrocesse tre squadre: Järve Kohtla-Järve, Vaprus Vändra e Kalju Nõmme Under-21 (quest'ultimo dopo aver perso lo spareggio) che prendono il posto delle neopromosse Kuressaare, Elva e Welco Tartu. Dalla II Liiga sono state promosse Paide Under-21 e Keila, ripescato dopo la rinuncia del Merkuur Tartu, che rimpiazzano le retrocesse Flora Tallinn Under-19 e Tulevik Viljandi 2. Inoltre le squadre riserve da quest'anno sono tutte formazioni Under-21.

### Formula
Le 10 squadre partecipanti si affrontano in un doppio girone di andata e ritorno, per un totale di 36 giornate. Le prime due squadre in classifica vengono promosse in Esiliiga, mentre la terza disputa uno spareggio contro la penultima dell'Esiliiga. Sono escluse dalla possibilità di promozione le formazioni Under-21 che hanno la prima squadra nella serie superiore. Le ultime due classificate retrocedono direttamente in II Liiga, mentre l'ottava classificata disputa uno spareggio contro la vincente dei play-off di II Liiga.

## Squadre partecipanti
| Club               | Città        | Stadio                      | Posizione 2016                                 |
| ------------------ | ------------ | --------------------------- | ---------------------------------------------- |
| Järve Kohtla-Järve | Kohtla-Järve | Stadio Spordikeskuse K-J    | 10° in Esiliiga                                |
| Joker Raasiku      | Raasiku      | Stadio Raasiku              | 7° in Esiliiga B                               |
| Kalev Sillamäe U21 | Sillamäe     | Stadio Kalevi               | 6° in Esiliiga B                               |
| Kalev Tallinn U21  | Tallinn      | Kalevi Keskstaadion         | 5° in Esiliiga B                               |
| Kalju Nõmme U21    | Tallinn      | Stadio Hiiu                 | 8° in Esiliiga, perdente allo spareggio        |
| Keila              | Keila        | Stadio Keila                | 2º nel girone Sud/Ovest di II Liiga, ripescato |
| Paide U21          | Paide        | Paide Linnastaadion         | 1º nel girone Sud-Est di II Liiga              |
| Tammeka Tartu U21  | Tartu        | Sepa Staadion               | 4° in Esiliiga B                               |
| Vaprus Vändra      | Vändra       | Stadio Vändra               | 9° in Esiliiga                                 |
| Viimsi             | Viimsi       | Stadio Viimsi (a Haabneeme) | 8° in Esiliiga B                               |

## Classifica finale
|  | Pos. | Squadra            | Pt | G  | V  | N | P  | GF | GS | DR  |
|  | ---- | ------------------ | -- | -- | -- | - | -- | -- | -- | --- |
|  | 1.   | Kalju Nõmme U21    | 68 | 36 | 20 | 8 | 8  | 72 | 43 | +29 |
|  | 2.   | Kalev Tallinn U21  | 64 | 36 | 19 | 7 | 10 | 71 | 40 | +31 |
|  | 3.   | Vaprus Vändra      | 62 | 36 | 19 | 5 | 12 | 75 | 67 | +8  |
|  | 4.   | Keila              | 60 | 36 | 18 | 6 | 12 | 74 | 56 | +18 |
|  | 5.   | Järve Kohtla-Järve | 51 | 36 | 15 | 6 | 15 | 55 | 48 | +7  |
|  | 6.   | Tammeka Tartu U21  | 49 | 36 | 14 | 7 | 15 | 69 | 63 | +6  |
|  | 7.   | Viimsi             | 48 | 36 | 14 | 6 | 16 | 55 | 63 | -8  |
|  | 8.   | Joker Raasiku      | 46 | 36 | 13 | 7 | 16 | 58 | 73 | -15 |
|  | 9.   | Paide U21          | 34 | 36 | 9  | 7 | 20 | 50 | 79 | -29 |
|  | 10.  | Kalev Sillamäe U21 | 27 | 36 | 8  | 3 | 25 | 38 | 85 | -47 |

## Spareggi

### Play-off
Lo spareggio previsto tra Santos Tartu e Vaprus Vändra non è stato disputato ed entrambe le squadre avrebbero dovuto prendere parte alla prossima stagione di Esiliiga; successivamente il Vaprus ha rinunciato alla categoria superiore, lasciando il posto al Keila.

### Play-out
Lo spareggio previsto tra Joker Raasiku e Pärnu JK non è stato disputato ed entrambe le squadre avrebbero dovuto prendere parte alla prossima stagione di Esiliiga B; successivamente lo Joker ha rinunciato all'iscrizione.